# VV Maarssen
VV Maarssen is een amateurvoetbalvereniging uit Maarssen, provincie Utrecht, Nederland. Thuishaven is het sportpark Daalseweide. De clubkleuren zijn zwart en wit.

## Geschiedenis
Op 27 juni 1927 wordt 's avonds in een café te Maarssen, tot de oprichting van Maarssense Football Club (MFC) besloten. MFC gaat spelen in de Christelijke Voetbalbond. Dat betekende dat ze op zaterdag hun wedstrijden speelden. Door de geringe omvang van de toenmalige Christelijke Voetbalbond werd steeds weer tegen dezelfde tegenstanders, in kleine competities, gespeeld. Ook waren er een aantal leden die op zaterdagmiddag moesten werken. Op de ledenvergadering in 1932 werd besloten op zondag te gaan voetballen in de Utrechtsche Provinciale Voetbalbond (UPVB), onderbond van de KNVB. Een aantal leden bedankten om principiële redenen. Doordat in de KNVB reeds een club speelde onder de naam MFC moest er een nieuwe naam komen. Uit de keuzemogelijkheid van drie namen kwam VV Maarssen uit de bus.
In 1933 start VV Maarssen als zondagclub met een jeugdafdeling. Drie jaar voor de Tweede Wereldoorlog krijgt de club naast een zondagafdeling ook een zaterdagafdeling. De Maarssense zaterdagclub Blauw-Wit sluit zich dat jaar namelijk aan bij VV Maarssen.
In 1958 krijgt de vereniging op het terrein aan de Stationsweg de beschikking over een kantine. Voor f 400,- en met veel werk door eigen leden werd dit gerealiseerd. Vanaf 1970 spelen de lagere zaterdag- en zondagteams op sportpark Daalseweide. Op 25 mei 1975 vindt de definitieve overgang plaats naar het nieuwe sportpark.
In 1977 wordt begonnen met een zaalvoetbalafdeling. In 1978 wordt, ondanks enige problemen met de gemeente, de nieuwe tribune in gebruik genomen. Naast de regionale ontstaan er ook internationale contacten, zoals naar Duitsland, Engeland en Frankrijk. Verder neemt het schoolvoetbal een hoge vlucht naar 40 teams.

## Standaardelftallen

### Zaterdag
Het standaardelftal in het zaterdagvoetbal komt in het seizoen 2023/24 uit in de Tweede klasse van het KNVB-district West-I.

#### Competitieresultaten 1957–heden (zaterdag)
| 5 4C |

|  |

|  |

|  |

| 7 5B |

|  |

|  |

| 5 6B |

| 2 6B |

| 4 5C |

| 1 5D |

| 7 4H |

| 13 4H |

| 6 5C |

| 4 5C |

| 1 5C |

| 8 4F |

| 8 4F |

| 7 4E |

| 2 4D |

| 13 3C |

| 2 4G |

| 3 4F |

| 13 3D |

| 1 4G |

| 11 3D |

| 1 3C |

| 1* 2B |

| 1* 2B |

| 3 2B |

| 6 2B |

| -- 2 |

- = Dit seizoen werd stopgezet vanwege de uitbraak van het coronavirus. Er werd voor dit seizoen geen officiële eindstand vastgesteld.

| Tweede divisie | Derde divisie | Vierde divisie | Eerste klasse |
| Tweede klasse  | Derde klasse  | Vierde klasse  | Vijfde klasse |

### Zondag
Het standaardelftal in het zondagvoetbal kwam laatstelijk in het seizoen 2018/19 uit in de Vijfde klasse van het KNVB-district West-I.
Begin jaren tachtig beleeft de club sportief gezien met dit team haar hoogtepunt. Het kwam vier seizoenen uit in de Tweede klasse, de hoogst bereikte klasse. In het tweede seizoen eindigde het op de tweede plaats in de competitie.
In het seizoen 2015/16 werd dit team, spelend in 5E, door de club teruggetrokken wegens een tekort aan spelers.

#### Competitieresultaten 1950–2019
| 3 4K |

| 5 4J |

| 1 4H |

| 1 4G |

| 10 3D |

| 9 3D |

| 8 3D |

| 10 3D |

| 11 3D |

| 12 3C |

| 11 4H |

|  |

|  |

|  |

| 4 4H |

| 1 4H |

| 2 3D |

| 1 3D |

| 6 2B |

| 2 2B |

| 9 2B |

| 11 2B |

| 10 3D |

| 6 3D |

| 12 3D |

| 5 4G |

| 9 4G |

| 8 4G |

| 1 4G |

| 9 3D |

| 9 3D |

| 11 3D |

| 5 4H |

| 1 4H |

| 10 3D |

| 1 4H |

| 3 3D |

| 10 3D |

| 4 4G |

| 1 4H |

| 7 3D |

| 11 3D |

| 9 4G |

| 4 4G |

| 3 4G |

| 1 4G |

| 6 3D |

| 6 3D |

| 14 3D |

| 13 4G |

| 5 5D |

| 4 5D |

| xx 5E |

|  |

|  |

| 11 5D |

| Tweede klasse | Derde klasse | Vierde klasse | Vijfde klasse |

In elke staaf van de grafiek staat van boven naar beneden vermeld: 
- Eindnotering

Dit is de positie die de club heeft bereikt in de competitie, zonder eventuele beslissings-, play-off- of nacompetitiewedstrijden die nodig zijn geweest om bijvoorbeeld de kampioen van de competitie te bepalen.
Indien een * achter het getal staat is de notering een tussenstand en kan het zijn dat de notering niet overeenkomt met de uiteindelijke eindstand van de competitie.
Staat er een - dan is het seizoen nog bezig en is er geen definitieve uitslag bekend.
Staat er xx op de positie van de notering, dan heeft de club vroegtijdig de competitie verlaten. Dit kan onder andere komen door terugtrekking van het team, faillissement van de club of door een uitgedeelde straf van de KNVB. In veel gevallen staat elders in het artikel de reden vermeld.
Staat er een ? dan is het resultaat uit het verleden onbekend, en is alleen de competitie of het niveau bekend van dat seizoen.
In de seizoenen 2019/20 en 2020/21 werd wegens de coronacrisis het amateurvoetbal afgebroken. Daardoor kennen deze staven geen eindklassering (middels -- weergegeven).
- Competitieniveau en afdelingsletter of Officiële eindstand Eredivisie
  - Competitieniveau en afdelingsletter

Hierbij geeft het getal het niveau weer, dat ook terug te vinden is in de legenda. De letter is de afdelingsaanduiding en wordt gebruikt wanneer er meer afdelingen zijn op hetzelfde niveau. De afdelingsletter is altijd een hoofdletter en wordt meestal zonder nummer gebruikt.
Voorbeeld: 2F is niveau 2e klasse competitie F.
Het competitieniveau en nummer wordt niet vermeld wanneer er slechts één competitie van dit niveau was.
  - Officiële eindstand Eredivisie (getal staat tussen haakjes vermeld)

Sinds de introductie van play-offwedstrijden voor Europees voetbal na afloop van de reguliere competitie in 2005/06, is de KNVB verplicht een eindstand van de Eredivisie door te geven aan de UEFA aan de hand van deze play-offwedstrijden.
Bij deze eindstand staan clubs die zich hebben gekwalificeerd voor Europees voetbal hoger dan clubs die zich niet wisten te kwalificeren. Indien er geen verschil was tussen de eindnotering en de officiële eindstand, staat dit getal niet vermeld.

- Onderafdeling

Hier staat afgekort de naam van de onderafdeling indien de club in dat jaar in een onderafdeling uitkwam. Tevens staat deze afkorting in de legenda en wordt gelinkt naar het artikel over deze onderafdeling. Deze afkorting wordt alleen vermeld wanneer de club in het verleden in verschillende onderafdelingen heeft gespeeld. Deze vermelding is in de staaf altijd in kleine letters. Deze onderafdelingen zijn na het seizoen 1995/96 afgeschaft. Heeft de club in slechts één onderafdeling gespeeld, dan is dit alleen terug te vinden in de legenda.
Onder de staaf staat het jaartal vermeld waarin het seizoen is afgesloten. 15 verwijst naar het seizoen 2014/15 of eventueel het seizoen 1914/15.
Wanneer een staaf leeg is, zijn deze gegevens niet bekend. Het kan ook zijn dat de club dat seizoen niet heeft meegespeeld op het hogere amateurniveau, vroegtijdig de competitie heeft verlaten of uit de competitie is gezet.

In het seizoen 1944/45 was er wegens de Tweede Wereldoorlog geen regulier competitievoetbal.

## Vrouwen
In 1976 gaat de vrouwenvoetbalafdeling van start. In het seizoen 2013/14 speelde het eerste vrouwenteam voor het eerst in de landelijke Eerste klasse, van waaruit het in het derde seizoen (2015/16) promoveerde naar de Hoofdklasse. Het verblijf in deze klasse duurde een seizoen. In het seizoen erop in de Eerste klasse werd het klassekampioenschap in 1C behaald, zodat het vanaf het seizoen 2018/19 weer in de Hoofdklasse uitkomt.

### Erelijst
kampioen Eerste klasse: 2018

## Bekende (oud-)spelers
- Vurnon Anita
- Conner Blöte
- Luciën Dors
- Okan Özçelik
- Wilco van Schaik
- Eddy Vorm

FC Breukelen · DOB · DWSM · VV Kockengen · VV Maarssen · OSV NITA · VV OSM '75 · SV De Vecht · VIOD